# Gas Works Park

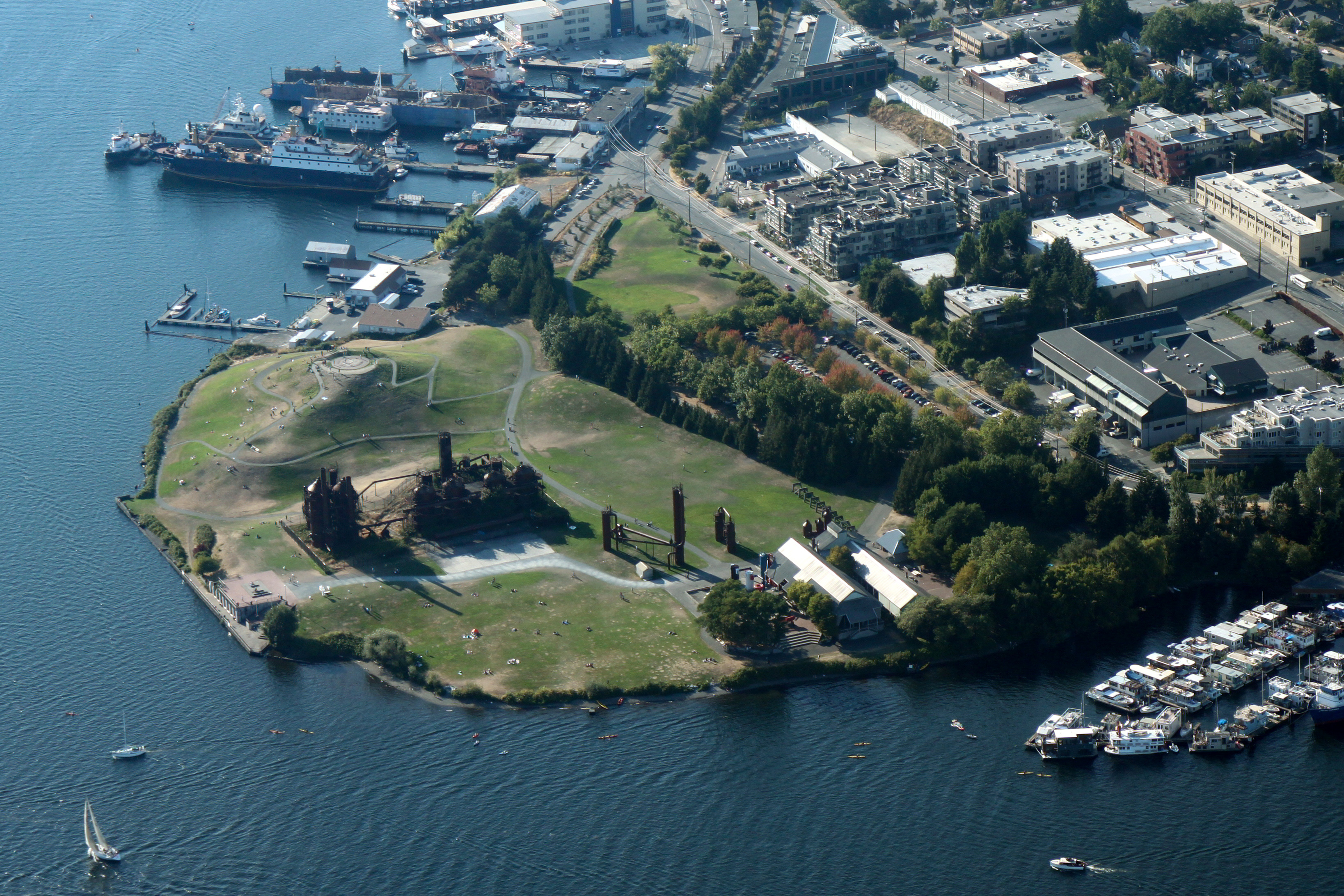
Vista do parque registrada em 2011.

Gas Works Park é um parque público urbano em Seattle, Washington, local da sede da antiga Seattle Gas Light Company, uma planta de gaseificação, localizada na orla norte do (lago) Lake Union, parte sul do bairro de Wallingford. 
O Gas Works Park possui vestígios da única planta de gaseificação de gás dos Estados Unidos ainda existente. A planta esteve em funcionamento entre 1906 e 1956. Em 1962 esta propriedade foi adquirida pela cidade de Seattle para fins de recreatividade pública. O parque foi inaugurado e aberto ao público em 1975. 
O arquiteto paisagista Richard Haag, natural de Seattle, concebeu e desenhou a planta do projeto do parque, o que lhe rendeu um prêmio de exelência que lhe foi concedido pela sociedade americana de paisagistas (i.e. American Society of Landscape Architects Presidents Award of Design Excellence). 
Originalmente o parque foi nomeado Myrtle Edwards Park, segundo o nome da vereadora de Seattle que liderou esforços para a criação de um parque no local, e que morreu em acidente de automóvel em 1969. Em 1972, a família Edwards solicitou que seu nome fosse tirado do parque por causa da decisão tomada de se manter presente boa parte da estrutura da planta de gaseificação original no projeto urbanístico. Em 1976, Elliott Bay Park foi renomeado Myrtle Edwards Park. 
O Gas Works Park incorpora várias partes da antiga planta: algumas permanecem em pé mas em ruínas enquanto outras foram recondicionadas, pintadas, e fazem parte da estrutura do galpão recreativo infantil. As áreas de gramado aberto servem para acomodar o público em atividades individuais, de grupo, ou mesmo acomodando platéias durante eventos comunais.

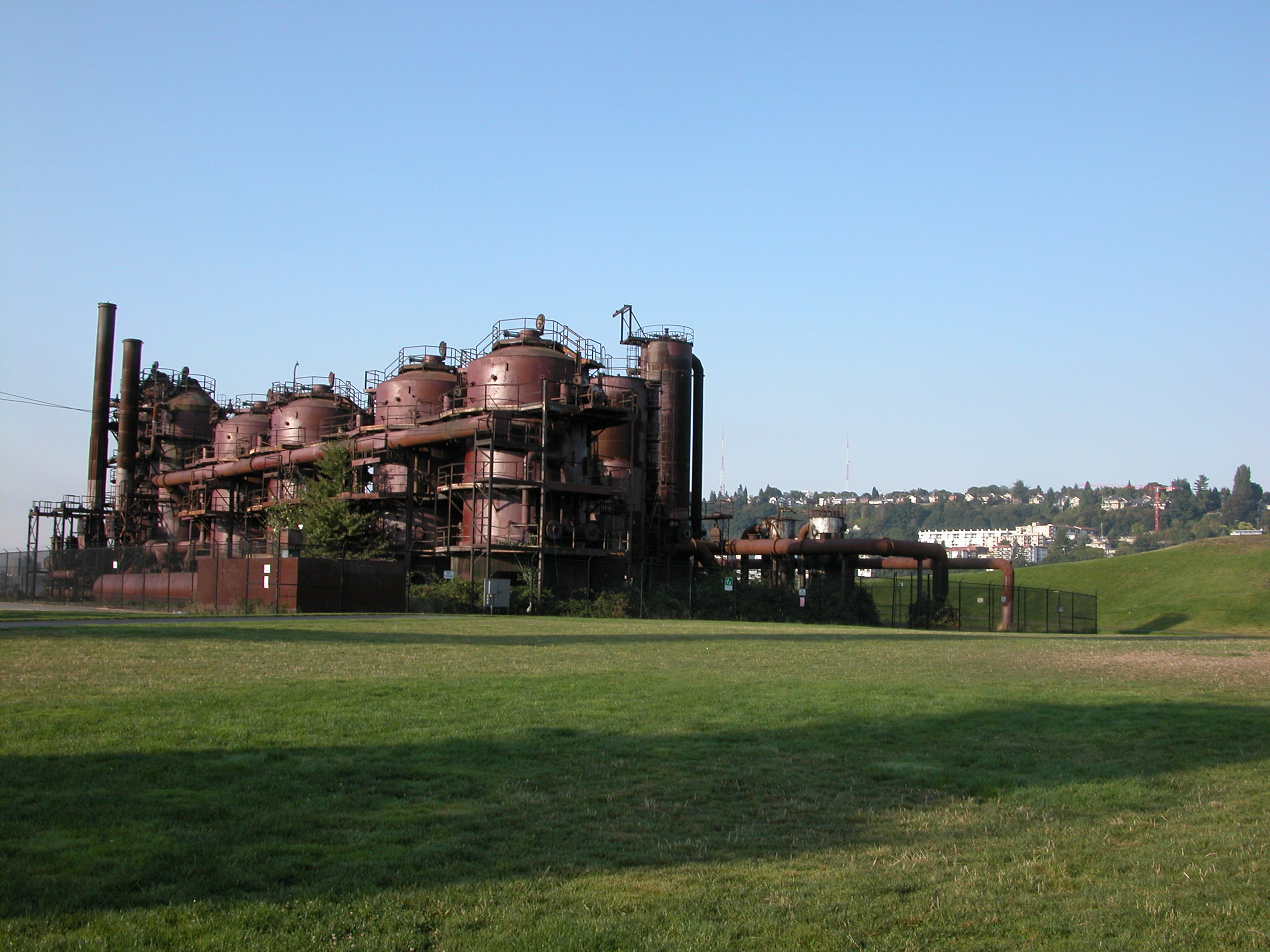
Perspectiva do parque mostrando a antiga planta.

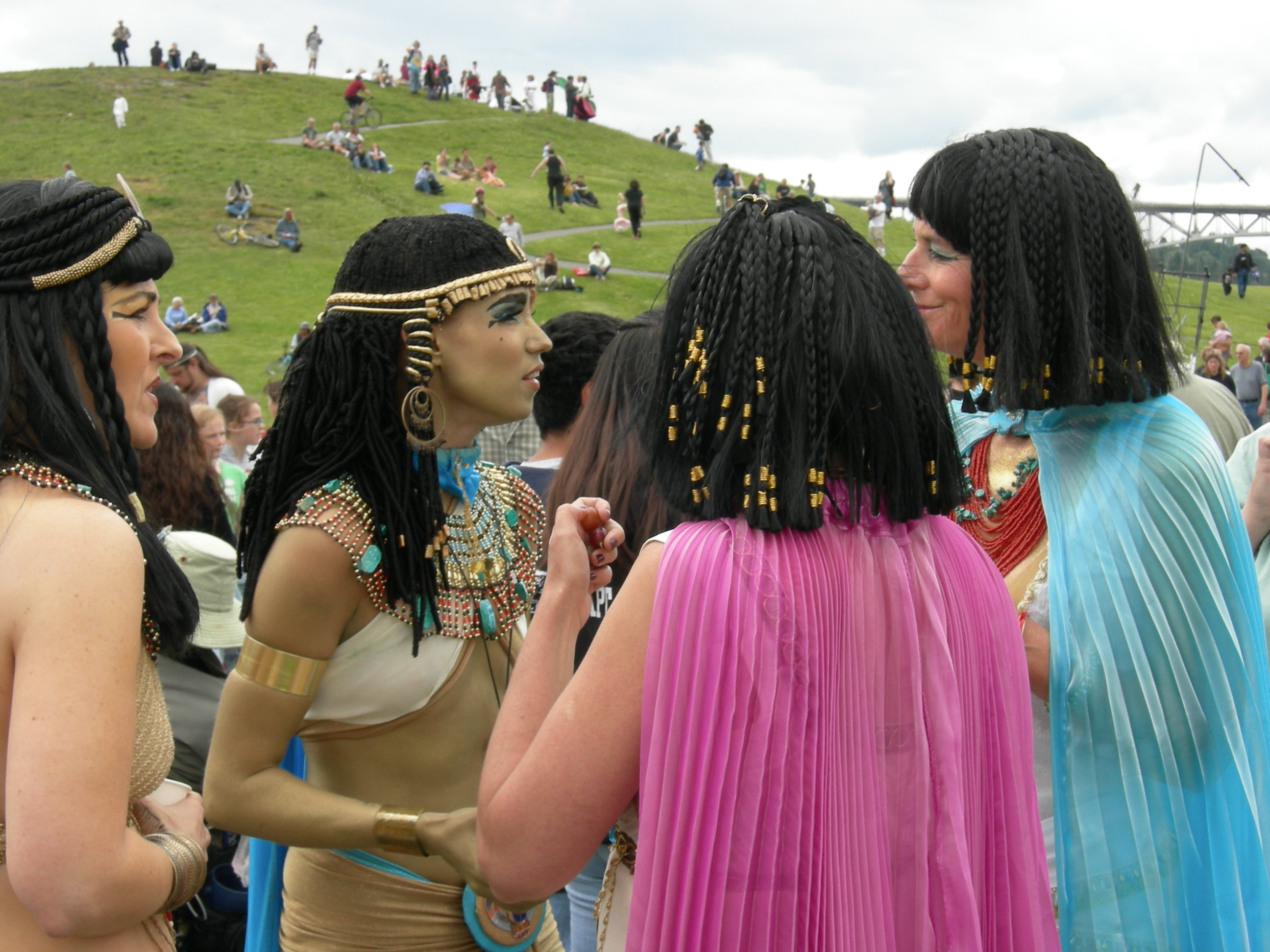
Solstício de verão no parque em 2007.

O “Great Mound”, o pequeno monte central do parque, foi criado trazendo-se ao local grandes quantidades de entulhos de construções condenadas ao desabamento, o qual foi encoberto por terra virgem também trazida ao local especialmente para satisfazer as demandas do projeto. O relógio de sol instalado no topo do cerro foi concebido pelos artistas, naturais de Seattle, Chuck Greening e Kim Lazare. 